# 알베르트 괴링
알베르트 귄터 괴링(독일어: Albert Günther Göring, 1895년 3월 9일 ~ 1966년 12월 20일)은 독일의 사업가이자 기술자이다. 나치 독일의 군인 헤르만 괴링의 동생이기도 하다.

## 생애

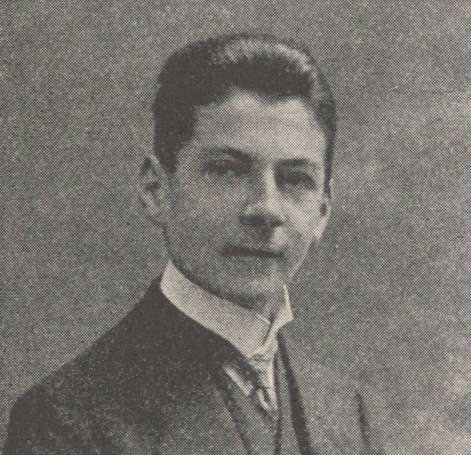
젊은 시절의 모습

알베르트 괴링은 베를린 교외에 1895년 3월 9일 태어났다. 그의 아버지는 독일령 남서아프리카(현재의 나미비아) 총영사관에 근무했던 하인리히 에른스트 괴링이었다. 그런데 알베르트 괴링의 임신 기간에 하인리히 괴링은 나미비아에 있었기 때문에 알베르트 괴링의 친부는 헤르만 괴링의 대부이자 어머니의 애인이었던 에펜슈타인 백작이라는 것이 정설이다. 당시 유럽 상층부에서는 허다한 일이었다고 한다.
제1차 세계 대전 당시 독일 공군의 에이스로 독일 최고 훈장을 수훈받고 정치에 관심을 가져 아돌프 히틀러와 나치당(국가사회주의 독일 노동자당) 정권을 위해 노력한 형 헤르만 괴링과는 달리 동생이었던 알베르트는 기계공학을 전공하고 영화계에 생업을 두어 상대적으로 평범한 인생을 보낸다. 하지만 나치당이 집권하면서 알베르트는 나치의 반유대주의 정책과 폭력성을 경멸하고 혐오하게 된다.
이런 알베르트의 나치당에 대한 태도는 다음과 같은 일화에서 잘 나타나는데, 1962년 오스트리아 시나리오 작가 에른스트 노히바흐가 한 주간지에 기고한 글에 따르면 당시 나치 독일의 지배를 받고 있던 오스트리아 빈의 한 상점에서 그의 노모가 수모를 당하는 사건이 발생했는데, 독일군 병사가 75세가 된 그의 노모에게 '더러운 유대인'이라는 팻말을 건 채로 상점의 진열대에 앉아 있게 한 것이다. 그때 알베르트가 괴링의 성이 기입된 그의 신분증을 보여주어 그의 노모를 구해준다. 다른 이야기는 그가 일했던 회사의 전 사장이었던 유대인 오스카 필처가 체포되기 전에 빼돌렸고 반(反)나치 인사들의 탈출을 위해 형의 사인을 위조하여 통행증을 만들었고 발각되어 체포되었을 때는 형의 배경을 이용하여 풀려났다. 이렇듯 나치당의 유대주의 정책에 반감을 가지고 있었던 그는 곧 독일을 떠나 오스트리아로 향한다. 그리고 본격적으로 반나치·반히틀러를 주장하기 시작했지만 1938년 독일의 오스트리아 병합으로 위기에 빠진다. 하지만 그는 무사했는데 위에 상술했다시피 형이 다름 아닌 나치당의 제2인자였던 만큼 게슈타포도 그에게는 손을 쓰지 못했다. 이후 체코슬로바키아의 스코다 사에서 수출 감독을 맡게 되었는데 여기서도 그는 유대인 노동자의 사보타주를 독려하는가 하면 체코슬로바키아의 레지스탕스와 몰래 접촉하여 그들을 지원하였다. 또한 수용소에서 유대인과 소련군 포로들을 데려와서는 중립국인 스위스와 모나코에 풀어주기까지 하였다.
전후 알베르트는 연합국과 체코슬로바키아 정부에 의해 2번의 재판을 받게 되지만 그가 구해주었던 수많은 사람들의 증언으로 그는 무사히 풀려났다. 형이 자살하기 직전에 한번 면회를 올 수 있었는데 가족들을 잘 부탁한다는 말을 듣게 된다. 당시에 크게 슬퍼했다고 한다. 하지만 그의 성씨인 괴링은 독일에서 전후 혐오의 대상으로 변모했고 그는 이 때문에 어려운 삶을 살게 된다. 독일 정부가 지급하는 연금으로 생활을 하던 그는 작가 또는 번역가로 일을 하였다.
알베르트는 죽기 전에 결혼을 한 경우, 자신이 사망하게 되면 자신의 연금이 아내에게 전해진다는 것을 알게 되었다. 그의 밑에서 일하는 가정부가 있었는데 자신의 사후에 자신의 연금을 받을 수 있도록 그 동안의 감사의 표시로 1966년에 알베르트는 그의 가정부와 결혼했다. 일주일 후, 그는 자신의 전시 활동을 공개적으로 인정하지 않고 눈을 감았다.

## 같이 보기
- 하인츠 하이드리히